# The Subversive Sound of the Conspiracy
"The Subversive Sound of the Conspiracy" är  en låt av det svenska garagerockbandet The (International) Noise Conspiracy från 1999. Låten utgavs även som singel samma år på det tyska skivbolaget Trans Solar.

## Låtlista
A
1. "The Subversive Sound of the Conspiracy"

B
1. "Creative/Noncreative Stimulation for the Urban Terrorist"
2. "Autodestruction in the Name of Liberation"

### Fotnoter
1. ↑  ”The Subversive Sound of the Conspiracy”. Discogs.com. http://www.discogs.com/International-Noise-Conspiracy-The-Subversive-Sound-Of-The-Conspiracy/release/431040. Läst 19 april 2012.